# Busachi
Busachi település Olaszországban, Szardínia régióban, Oristano megyében. Lakosainak száma 1151 fő (2023. január 1.). Busachi Allai, Fordongianus, Ghilarza, Samugheo, Ula Tirso és Ortueri községekkel határos.

## Népesség
A település népességének változása:
| Lakosok száma | 1292 | 1274 | 1151 |
|               | 2017 | 2018 | 2023 |